# Політична машина
У політиці представницьких демократій політична машина — це партійна організація, яка вербує своїх членів за допомогою матеріальних стимулів (таких як гроші або політична робота) і яка характеризується високим ступенем контролю керівництва над діяльністю членів. Влада політичної машини ґрунтується на здатності керівника або групи забезпечити голоси виборців за своїх кандидатів у день виборів.
Хоча ці елементи притаманні більшості політичних партій та організацій, вони є важливими для політичних машин, які покладаються на ієрархію та винагороду за політичну владу, що часто забезпечується сильною структурою партійного батога. Машини іноді мають політичного боса, зазвичай покладаються на протекцію, систему «трофеїв», «кулуарний» контроль і давні політичні зв'язки в структурі представницької демократії. Машини, як правило, організовуються на постійній основі, а не під час одних виборів чи події. Термін «машина» зазвичай використовується її ворогами-реформаторами в принизливому сенсі. Терміни «машина» і «бос» у 19 столітті були негативними епітетами, які використовували їхні опоненти-реформатори. Однак у 20 столітті вони стали стандартними термінами для науковців та аналітиків, які іноді підкреслювали їхній позитивний внесок.

## Визначення
Британська енциклопедія визначає «політичну машину» як «партійну організацію, очолювану одним босом або невеликою автократичною групою, яка має достатньо голосів, щоб підтримувати політичний та адміністративний контроль над містом, округом або державою». Вільям Сафайр у своєму «Політичному словнику Сафайра» визначає «машинну політику» як «обрання посадових осіб і прийняття законів за допомогою сили організації, створеної для політичної діяльності». Він зазначає, що цей термін, як правило, вважається зневажливим, оскільки він нерідко означає корупцію.
Ієрархія та дисципліна є ознаками політичної машини. «Це, як правило, означає сувору організацію», — стверджує Сафайр. Цитуючи Едварда Флінна, лідера демократів округу Бронкс, який керував округом з 1922 року до своєї смерті в 1953 році, Сафайр пише, що «так званий „незалежний“ виборець нерозумно припускає, що політична машина працює виключно з доброї волі або за протекцією. Бо це не лише машина, це армія. А в будь-якій організації, як і в будь-якій армії, має бути дисципліна».
Політичний патронаж, хоча часто асоціюється з політичними машинами, не є суттєвим для визначення ні для Safire, ні для Britannica.

## Функція
Політична машина — це партійна організація, яка вербує своїх членів за допомогою матеріальних стимулів — грошей, політичних посад — і яка характеризується високим ступенем контролю керівництва над діяльністю членів.
Політичні машини виникли як низові організації, щоб отримати підтримку, необхідну для перемоги на сучасних виборах. Маючи сильну підтримку, ці «клуби» були головною рушійною силою у здобутті та отриманні «потрібних партійних голосів» у виборчих округах.

## В історії Сполучених Штатів Америки
Термін «політична машина» з'явився у 19 столітті у Сполучених Штатах Америки, де такі організації існували в деяких муніципалітетах і штатах ще з 18 століття.
Наприкінці 19 століття великі міста США — Бостон, Чикаго, Клівленд, Канзас-Сіті, Нью-Йорк, Філадельфія, Сент-Луїс, Мемфіс — звинувачували у використанні політичних машин. У цей час «міста переживали стрімке зростання за неефективного уряду». Кожна міська машина жила за ієрархічною системою з «босом», який мав лояльність місцевих бізнес-лідерів, виборних посадових осіб та їхніх призначенців і знав, на що натискати, щоб домогтися бажаного результату. Панування політичної машини створювало як переваги, так і проблеми.
Ця система політичного контролю — відома як «босізм» — виникла, зокрема, у Позолочену добу. Єдина могутня фігура (бос) перебувала в центрі і була пов'язана зі складною організацією менших фігур (політичною машиною) взаємністю у просуванні фінансових і соціальних інтересів. Однією з найбільш сумнозвісних політичних машин був Таммані-холл, машина Демократичної партії, яка відігравала важливу роль у контролі над Нью-Йорком і нью-йоркською політикою та допомагала іммігрантам, насамперед ірландцям, піднятися в американській політиці з 1790-х до 1960-х років. З 1872 року Таммані мав ірландського «боса». Однак Таммані-Холл також слугував двигуном для хабарництва та політичної корупції, можливо, найбільш сумнозвісної під час правління Вільяма М. «Боса» Твіда в середині 19-го століття.

Лорд Брайс так описує цих політичних босів
«Армія на чолі з радою рідко перемагає: Вона повинна мати головнокомандувача, який вирішує суперечки, приймає рішення в надзвичайних ситуаціях, вселяє страх або прихильність. Глава Персня — такий командир. Він роздає місця, нагороджує вірних, карає непокірних, вигадує схеми, домовляється про договори. Він взагалі уникає публічності, віддаючи перевагу суті перед помпезністю влади, і тим небезпечніший, що сидить, як павук, схований посеред свого павутиння. Він — Бос.
Коли Джеймса Пендергаста запитали, чи був він босом, він відповів просто
Мене називали босом. Все, що для цього потрібно — мати друзів, робити щось для людей, а згодом вони зроблять щось для тебе… Ви не можете примусити людей робити щось для вас — ви не можете змусити їх голосувати за вас. Я ніколи в житті нікого не примушував. Скрізь, де ви бачите людину, яка зносить когось бульдозером, вона довго не протримається».
Теодор Рузвельт, перш ніж стати президентом у 1901 році, був глибоко залучений у політику Нью-Йорка. Він пояснює, як працює машина:
«Організація партії в нашому місті дуже схожа на організацію армії. Є один великий центральний бос, якому допомагають кілька довірених і здібних лейтенантів; вони спілкуються з різними районними босами, яких вони поперемінно то залякують, то допомагають. Районний начальник, у свою чергу, має низку напівпідлеглих-напівсоюзників; ці останні обирають голів виборчих округів і т. д., а також контактують з простими підкаблучниками.

### Стратегія голосування
Наприкінці 19 століття в містах з'явилося багато апарату для обслуговування іммігрантів у США, які розглядали це як засіб для отримання політичних прав. Працівники апарату допомагали вигравати вибори, залучаючи велику кількість виборців у день голосування. В інтересах апарату було підтримувати лише мінімально необхідний рівень підтримки. Коли вони ставали більшістю і могли розраховувати на перемогу, зникала потреба вербувати нових членів, оскільки це означало лише менший розподіл винагороди за протекцію серед членів партії. Таким чином, іммігранти, які прибули пізніше, такі як євреї, італійці та інші іммігранти з Південної та Східної Європи між 1880-ми та 1910-ми роками, отримували менше винагороди від „ політичної машинної системи“, ніж усталені ірландці. Водночас, найзапеклішими опонентами машинної системи були представники середнього класу, які були шоковані зловживаннями і не потребували фінансової допомоги.
Корумпованість міської політики у Сполучених Штатах була викрита приватними особами. Вони домоглися реформи державної служби на національному рівні та на рівні штатів і працювали над тим, щоб замінити місцеві патронажні системи державною службою. За часів Теодора Рузвельта „Прогресивна ера“ мобілізувала мільйони приватних осіб, які проголосували проти апарату.

### 1930-ті— 1970-ті роки
У 1930-х роках Джеймс А. Фарлі був головним розподільником патронажної системи Демократичної партії через Поштове відділення та Адміністрацію робітничого прогресу (WPA), яка врешті-решт націоналізувала багато з тих виплат, що їх надавали автомати. Новий курс дозволив машинам вербувати працівників для WPA та Цивільного корпусу охорони природи, що зробило машину Фарлі найпотужнішою. Через Фарлі проходила вся меценатська діяльність, включно з президентськими призначеннями. Машина Нового курсу розвалилася після того, як він залишив адміністрацію через проблеми з третім терміном у 1940 році. У 1943 році ці агенції здебільшого були ліквідовані, а машини раптово втратили значну частину свого патронажу. Колишні бідні іммігранти, які отримували вигоду від національної машини Фарлі, стали асимільованими і процвітаючими, і більше не потребували неформальних або позалегальних помічників, які надавали машини. У 1940-х роках більшість машин великих міст розвалилися, за винятком Чикаго.
Місцева політична машина в Теннессі в 1930-х і 1940-х роках була примусово усунута в результаті так званої битви за Афіни 1946 року.
У менших громадах, таких як Парма, штат Огайо, в епоху після холодної війни під час правління „Старих добрих хлопців“ прокурора Білла Мейсона, і особливо в громадах на Глибокому Півдні, де машинна політика в маленьких містечках є відносно поширеним явищем, також є те, що можна класифікувати як політичні машини, хоча ці організації не мають влади і впливу більших мереж босів, перелічених у цій статті. Наприклад, „Партія крекерів“ була політичною машиною Демократичної партії, яка домінувала в міській політиці Августи, штат Джорджія, більше половини 20-го століття. Політичні машини також процвітають у резерваціях корінних американців, де племінний суверенітет використовується як щит проти федеральних законів і законів штату, що забороняють таку практику.
У 1960-х і 1970-х роках Едвард Костікян, Ед Кох, Елеонора Рузвельт та інші реформатори працювали над тим, щоб покінчити з Таммані Холл округу Нью-Йорк. Меншою мірою машини Демократичної партії в округах Кінгс, Бронкс і Квінз продовжували діяти до кінця 1980-х років.

## В Японії
Ліберально-демократична партія Японії часто згадується як ще одна політична машина, яка зберігає владу в приміських та сільських районах завдяки контролю над сільськогосподарськими бюро та агентствами з будівництва доріг. В Японії слово джибан (буквально «база» або «фундамент») використовується для позначення політичних машин. Протягом десятиліть ЛДП змогла домінувати в сільських виборчих округах, витрачаючи значні кошти на сільську місцевість, формуючи клієнтелістські зв'язки з багатьма групами, особливо в сільському господарстві.
Очікується, що лідери японських політичних фракцій розподіляють фонди «мочідай» (буквально — гроші на закуску), щоб допомогти підлеглим виграти вибори. На щорічний подарунок на кінець року в 1989 році штаб-квартира партії ЛДП подарувала 200 000 доларів кожному члену парламенту. Прихильники збирають пільги, такі як грошові виплати, які політики роздають виборцям на весіллях, похоронах, новорічних вечірках та інших заходах, і в обмін на це ігнорують проступки своїх покровителів. Політичні зв'язки зміцнюються завдяки шлюбам між сім'ями елітних політиків. Нісей, політичні сім'ї у другому поколінні, стають все більш численними в японській політиці завдяки поєднанню впізнаваності імен, ділових контактів і фінансових ресурсів, а також ролі особистих політичних машин.

## Оцінка та критика
Фраза вважається принизливою, «оскільки припускає, що інтереси організації ставляться вище за інтереси широкої громадськості», за словами Сафайра. Машини критикують як недемократичні і такі, що неминуче заохочують корупцію.
Починаючи з 1960-х років, деякі історики переоцінили політичні машини, вважаючи їх корумпованими, але ефективними. Машини були недемократичними, але чутливими. Вони також були здатні стримувати потреби у витратах, пов'язані з особливими інтересами. У книзі «Мери і гроші» (Mayors and Money), яка порівнює муніципальне управління в Чикаго і Нью-Йорку, Естер Р. Фукс віддає належне Демократичній організації округу Кук, яка надала меру Річарду Дейлі політичну владу відмовляти профспілкам у контрактах, які місто не могло собі дозволити, і змушувати уряд штату брати на себе обтяжливі витрати, такі як соціальне забезпечення і суди. Описуючи Нью-Йорк, Фукс писав: «Нью-Йорк отримав реформу, але так і не отримав хорошого уряду». Водночас, як припускають Денніс Р. Джадд і Тодд Свонстром у книзі «Міська політика», ця думка супроводжувалася загальним переконанням, що не було жодних життєздатних альтернатив. Далі вони вказують на те, що це неправда, оскільки в цей час, безумовно, існують приклади орієнтованих на реформи, антимашинних лідерів.
У своїй статті «Як американська політика збожеволіла», опублікованій в середині 2016 року в The Atlantic, Джонатан Раух стверджував, що політичні машини минулого мали недоліки, але забезпечували краще управління, ніж альтернативи. Він писав, що політичні машини створювали позитивні стимули для політиків працювати разом і йти на компроміси — на противагу тому, щоб весь час переслідувати «голі власні інтереси».